# Lizandro Claros
Lizandro Enmanuel Claros Saravia (ur. 25 stycznia 1998 w Usulután) – salwadorski piłkarz występujący na pozycji środkowego obrońcy, reprezentant Salwadoru, od 2023 roku zawodnik Luis Ángel Firpo.
W wieku jedenastu lat wyemigrował z Salwadoru do Stanów Zjednoczonych. W 2017 roku został deportowany przez amerykańskie władze z powrotem do Salwadoru.